# جواز سفر بليزي
تصدر جوازات السفر البليزية لمواطني بليز بغرض السفر إلى خارج بليز. يعدّ جواز السفر البليزي جواز سفر كاريكوم لأن بليز عضو في مجموعة الكاريبي. تخضع جميع إصدارات جوازات السفر من قبل قانون جوازات السفر (الباب رقم 164).
اعتبارًا من 11 يناير 2022 كان لدى مواطني بليز إمكانية الوصول إلى 101 دولة وإقليم بدون تأشيرة أو تأشيرة عند الوصول، مما جعل جواز سفر بليز المرتبة 52 بشكل عام والأخير بين دول أمريكا الوسطى من حيث حرية السفر وفقًا لمؤشر هينلي لجوازات السفر.
في أوائل عام 2004 عانت بليز من أزمة جوازات السفر بسبب نقص جوازات السفر عندما تأخر تسليمها من مورِّد جوازات السفر في المملكة المتحدة دو لا رو. حاولت وزارة الداخلية معالجة الأزمة من خلال سحب جوازات السفر غير المستخدمة من البعثات الدبلوماسية في الخارج، بينما حثت الصحف أولئك الذين لا يحتاجون جوازات الصفر على الفور الانتظار حتى سبتمبر أو أكتوبر عندما يبدأ التحول إلى جوازات السفر الجديدة المقروءة آليًا. انتهت المشكلة في أغسطس على الرغم من استمرار التأخير في الإصدار لمدة تصل إلى أربعة أسابيع.